# Eleição municipal de Paço do Lumiar em 1992
A eleição municipal de Paço do Lumiar em 1992 ocorreu em 3 de outubro de 1992. O prefeito titular era Alfredo Silva (PRN). Wanderley Ribeiro (PTB) foi eleito prefeito de Paço do Lumiar.

## Resultado da eleição para prefeito

### Primeiro turno
| Candidatos a prefeito | Candidatos a prefeito | Candidatos a vice-prefeito | Candidatos a vice-prefeito | Número | Coligação                                                           | Votos recebidos | Percentual |
| --------------------- | --------------------- | -------------------------- | -------------------------- | ------ | ------------------------------------------------------------------- | --------------- | ---------- |
|                       | Wanderley Ribeiro PTB |                            | Francisco Dias PL          | 14     | União Democrática Luminense (PTB, PL, PSD, PTR)                     | 4.210           | 41,70%     |
|                       | Joaquim Aroso PFL     |                            | Flávio Campos PRN          | 25     | Aliança Renovadora (PFL, PST, PRN, PV, PDC, PRONA, PTdoB, PSC, PRP) | 3.230           | 32%        |
|                       | Pedro Lima PSDB       |                            | Raimunda Diniz PT          | 45     | União Progressista (PSDB, PT, PCdoB, PDS, PMDB, PDT, PPS, PMN, PSB) | 2.655           | 26,30%     |